# Suikerkind
Suikerkind (Russisch: Сахарный ребёнок) is een boek van Olga Gromova en werd gepubliceerd in 2015.

## Verhaallijn
Het boek gaat over een klein meisje genaamd Elja, ze is vijf jaar oud. In de jaren dertig woont ze samen met haar ouders in de Sovjet-Unie. Elja en haar ouders hebben een heel sterke band. Ze zijn een gelukkige familie die samen spelletjes speelt en elke avond nieuwe verhalen verzint. 
Het is de start van de Tweede Wereldoorlog en het geweld komt steeds dichterbij. Op een nacht wordt Elja’s vader gearresteerd. Ze weten niet waar hij naartoe wordt gebracht en wat er met hem zal gebeuren. Vanaf die nacht worden Elja en haar moeder ‘vijand van het volk’. Ze worden meegenomen naar een kamp in Kirgizië. Het is een kamp voor landverraders en staatsgevaarlijke elementen. Elja is heel jong en begrijpt niet goed wat er allemaal gaande is. Samen met haar moeder schrijft ze gedichten, zingt ze liedjes, vertelt ze verhaaltjes en hopen ze de honger en ziekte te overwinnen. 

## Het boek
Suikerkind is niet alleen populair in Rusland, maar is ook vertaald in meerdere talen, waardoor het een internationaal publiek heeft bereikt. De vertalingen behouden de essentie van het verhaal en brengen de boodschap van hoop en overleving over de grenzen heen.

## Auteur
Olga Gromova is een Russische auteur en redacteur, geboren op 7 februari 1973 in Kaloega, Rusland. Ze is bekend om haar bijdragen aan de kinder- en jeugdliteratuur.
Gromova's werk wordt gekenmerkt door haar diepgaande onderzoek en haar vermogen om complexe historische en emotionele thema's toegankelijk te maken voor een jong publiek. Ze heeft ook bijgedragen aan diverse tijdschriften en literaire publicaties, en heeft zich ingezet voor het behoud van de herinnering aan de slachtoffers van politieke repressie. Gromova's werk heeft niet alleen literaire waarde, maar draagt ook bij aan het historisch bewustzijn van jonge lezers, waardoor ze een belangrijke stem is in de hedendaagse Russische literatuur.
Genre: Kinder- en jeugdliteratuur. Bekend werk: Suikerkind. Thema's: Historisch, oorlog, overleving, moed, en de menselijke geest. Stijl: Toegankelijk, empathisch, gebaseerd op grondig onderzoek.

## Ontvangst
Suikerkind is geprezen om zijn correcte en mooie beschrijving van een tragisch hoofdstuk in de Russische geschiedenis. Het biedt jonge lezers een toegankelijk ingangspunt om te leren over de Stalinistische zuiveringen en de impact daarvan op individuen en families. Daarnaast heeft het boek bijgedragen aan de bredere inspanningen om de verhalen van de slachtoffers van de Tweede Wereldoorlog levend te houden en te eren.